# ATP Vegeta Croatia Open Umag 2012
ATP Vegeta Croatia Open Umag 2012 — тенісний турнір, що проходив на ґрунтових кортах у місті Умаг, Хорватія з 9 липня. Належав до категорії ATP World Tour 250.

## Фінальна частина

### Одиночний розряд
Марин Чилич —  Марсель Гранольєрс 6–4, 6–2

### Парний розряд
Давід Марреро /  Фернандо Вердаско —  Марсель Гранольєрс /  Марк Лопес Таррес 6–3, 7–6(7–4)